# Andrzej Kwiek
Andrzej Kwiek est un astronome polonais.

## Biographie
Le Centre des planètes mineures le crédite de la découverte de l'astéroïde (1572) Posnania effectuée le 22 septembre 1949 avec la collaboration de Jerzy Dobrzycki.